# Municipio de Whitefield (Illinois)
El municipio de Whitefield (en inglés: Whitefield Township) es un municipio ubicado en el condado de Marshall en el estado estadounidense de Illinois. En el año 2010 tenía una población de 302 habitantes y una densidad poblacional de 3,17 personas por km².

## Geografía
El municipio de Whitefield se encuentra ubicado en las coordenadas 41°5′57″N 89°28′33″O / 41.09917, -89.47583. Según la Oficina del Censo de los Estados Unidos, el municipio tiene una superficie total de 95.23 km², de la cual 95,21 km² corresponden a tierra firme y (0,02 %) 0,02 km² es agua.

## Demografía
Según el censo de 2010, había 302 personas residiendo en el municipio de Whitefield. La densidad de población era de 3,17 hab./km². De los 302 habitantes, el municipio de Whitefield estaba compuesto por el 98,68 % blancos, el 0,33 % eran de otras razas y el 0,99 % eran de una mezcla de razas. Del total de la población el 1,99 % eran hispanos o latinos de cualquier raza.